# João Brites
Pour les articles homonymes, voir João Brites (maître charpentier) et Brites.
João Brites est un artiste plasticien, metteur en scène, professeur, théoricien et conférencier portugais né à Torres Novas en 1947.

## Biographie
En 1974, année de la Révolution des Œillets, il fonde le Théâtre O Bando, qu'il dirige depuis. Il est aussi professeur du département de Théâtre de l'École Supérieure de Théâtre et Cinéma de Lisbonne (Escola Superior de Teatro e Cinema de Lisboa). Il a mis en scène des spectacles et des évènements dans le cadre de l'Europália '91e de Lisbonne '94, et il a coordonné l'Unité de Spectacles de l'Expo '98.
Disposant d'une formation diversifiée (en arts plastiques et scénographie), il a fréquenté, à Bruxelles, les cours de Peinture et de Gravure de l'École Nationale Supérieure des Arts Visuels - La Cambre.
Dans le domaine des arts plastiques, il a réalisé des expositions individuelles et collectives. Son œuvre est exposée dans des galeries et des musées au Portugal et à l'étranger. Il a publié de nombreux articles sur le théâtre et le processus de création artistique, développant un discours théorique et pratique autour du travail de l'acteur. Il intervient par ailleurs régulièrement dans des congrès traitant de ce domaine.
Il est Commandeur de l'Ordre du Mérite (Ordem do Mérito) depuis 1999.